# Georg Faehlmann
Georg Faehlmann (* 5. Septemberjul. / 17. September 1895greg. in Wladiwostok, Russisches Kaiserreich; † 8. März 1975 in Bad Schwartau, Schleswig-Holstein) war ein estnischer Segler.
1917 begann Georg Faehlmann in Petrograd mit dem Segelsport. Bei den IX. Olympischen Sommerspielen 1928 in Amsterdam war Faehlmann im Alter von 32 Jahren Mitglied der Mannschaft des estnischen Boots Tutti V, das nach Norwegen und Dänemark die Bronzemedaille in der 6-Meter-Klasse gewann. Seine Mitstreiter waren Nikolai Vekšin, William von Wirén, Eberhard Vogdt und sein jüngerer Bruder Andreas Faehlmann. Mit der sowjetischen Besetzung Estlands übersiedelte Georg Faehlmann 1941 nach Deutschland, wo er bis zu seinem Tod lebte.